# 366년

## 연호
- 동진(東晉) 태화(太和) 원년
- 전량(前凉) 승평(昇平) 10년
- 전연(前燕) 건희(建熙) 7년
- 전진(前秦) 건원(建元) 2년
- 대(代) 건국(建國) 29년

## 기년
- 동진(東晉) 폐제(廢帝) 원년
- 신라(新羅) 내물 마립간(奈勿麻立干) 11년
- 고구려(高句麗) 고국원왕(故國原王) 36년
- 백제(百濟) 근초고왕(近肖古王) 21년